# تادئوش برد
تادئوش برد (لهستانی: Tadeusz Baird؛ ۲۶ ژوئیهٔ ۱۹۲۸ – ۲ سپتامبر ۱۹۸۱) یک موسیقیدان، آهنگساز و مدرس موسیقی اهل لهستان بود.
از فیلم‌ها یا مجموعه‌های تلویزیونی که وی در آن‌ها نقش داشته است می‌توان به سامسون اشاره نمود.